# Oļegs Sorokins
Oļegs Sorokins (* 4. Januar 1974 in Riga, Lettische SSR) ist ein ehemaliger lettischer Eishockeyspieler, der seit seinem Karriereende als Trainer arbeitet. Seit 2017 ist er Cheftrainer der lettischen U18-Junioren-Nationalmannschaft. Im Laufe seiner Karriere spielte er in einer Vielzahl von europäischen und nordamerikanischen Ligen, unter anderem für Dinamo Riga in der Kontinentalen Hockey-Liga, Ässät Pori in der finnischen SM-liiga sowie für Metallurg Nowokusnezk, Fribourg-Gottéron und HC Slovan Bratislava.

## Karriere
Oļegs Sorokins begann seine Karriere als Eishockeyspieler in seiner Heimatstadt beim HK Pardaugava Riga, für den er von 1991 bis 1995 in der lettischen Eishockeyliga und der russischen Superliga aktiv war. Anschließend verbrachte der Verteidiger eine Spielzeit bei den Juniors Riga in der East European Hockey League. Während der Saison 1996/97 stand er ausschließlich in Nordamerika unter Vertrag, wo er für die Jacksonville Lizard Kings und Roanoke Express in der East Coast Hockey League, sowie die Quad City Mallards und Utica Blizzard in der Colonial Hockey League auflief. Die Sommerpause zuvor überbrückte er bei den Empire State Cobras aus der professionellen Inlinehockeyliga Roller Hockey International.
Nachdem Sorokins die Saison 1997/98 bei seinem Ex-Club Juniors Riga in der EEHL begonnen hatte, spielte er in den folgenden drei Jahren für die finnischen Teams Hermes Kokkola und Vaasan Sport in der damals noch zweitklassigen I divisioona. Es folgte je eine Spielzeit beim HC Slovan Bratislava in der slowakischen Extraliga sowie Molot-Prikamje Perm in der russischen Superliga. Die Saison 2002/03 begann Sorokins beim HK Riga 2000, ehe er in den folgenden drei Spielzeiten für Ässät Pori aus der finnischen SM-liiga auflief. Die Saison 2005/06 begann der Lette erneut beim HK Riga 2000, mit dem er in der belarussischen Extraliga antrat. Nach nur 15 Spielen, in denen er ein Tor erzielt, sowie drei weitere vorbereitet hatte, unterschrieb er einen Vertrag beim EHC Black Wings Linz, für den er zunächst auch im folgenden Jahr in der Österreichischen Eishockey-Liga auf dem Eis stand.
Im November 2006 wechselte Sorokins zum Södertälje SK in die HockeyAllsvenskan, der zweiten schwedischen Spielklasse. Mit seinem Verein erreichte er den Aufstieg in die Elitserien, blieb jedoch erneut nicht für längere Zeit bei einem Club und spielte in der Saison 2007/08 für Metallurg Nowokusnezk in der russischen Superliga, Fribourg-Gottéron in der Schweizer National League A und die Frederikshavn White Hawks in der dänischen AL-Bank Ligaen. Zur Saison 2008/09 wurde der Olympiateilnehmer von 2002 von Dinamo Riga aus der neu gegründeten Kontinentalen Hockey-Liga verpflichtet, kam er aber auch zu vier Einsätzen für dessen Farmteam, den HK Riga 2000, in der belarussischen Extraliga.
Im Oktober 2010 wechselte er zum WSV Sterzing Broncos aus der italienischen Serie A2. Mit den Sterzinger Broncos gewann er am Saisonende die Meisterschaft der Serie A2 und stieg damit in die erstklassige Serie A auf, verließ den Verein jedoch nach diesem Erfolg. In der folgenden Saison war er zunächst in seiner lettischen Heimat für SMScredit.lv aktiv, ehe er im Januar 2012 vom HK Saryarka Karaganda aus der kasachischen Eishockeymeisterschaft verpflichtet wurde und für diesen in 16 Partien 7 Scorerpunkte sammelte. In der Saison 2012/13 agierte er als Spielertrainer bei SMScredit.lv aus der lettischen Eishockeyliga und gewann mit dem Klub am Saisonende die lettische Meisterschaft. Nach dem Saisonende zog sich der Hauptsponsor des Klubs zurück, so dass dieser den Spielbetrieb einstellte.
In der Saison 2013/14 war Sorokins vereinslos, ehe er sich zur Saison 2014/15 dem HK Mogo als Spieler und Assistenztrainer anschloss. Mit dem HK Mogo gewann er 2015 seinen dritten Meistertitel. Zwischen 2015 und 2018 war er Cheftrainer vom HK Mogo und absolvierte parallel noch vereinzelt Partien für den Klub sowie für Venta 2002 in der zweitklassigen 1. liga. 2017 beendete er seine Karriere endgültig und wurde Cheftrainer der lettischen U18-Junioren-Nationalmannschaft. Mit dieser schaffte er bei der Weltmeisterschaft der Division I 2018 den Wiederaufstieg in die Top-Division, ein Jahr später belegte er mit dem U18-Nationalteam den achten Platz. Seit 2018 betreut er parallel verschiedene Mannschaften der Eishockeyschule HS Riga.

### International
Für die lettische Juniorennationalmannschaft nahm Sorokins an der Junioren-C-Weltmeisterschaft 1994 teil, bei der die lettischen Junioren knapp den zweiten Platz hinter der Slowakei belegten und damit am Aufstieg in die B-WM verpassten.
Im März 1995 debütierte er für die lettische Herren-Nationalmannschaft, wurde aber erst zu Beginn der 2000er Jahre regelmäßig eingesetzt. So spielte er für das Nationalteam bei den Weltmeisterschaften 2001, 2002, 2003, 2004, 2005, 2007 und 2009. Des Weiteren stand er im Aufgebot Lettlands bei den Olympischen Winterspielen 2002 in Salt Lake City und der Qualifikation zu den Olympischen Winterspielen 2010 in Vancouver.
Insgesamt hat Sorokins 127 Länderspiele absolviert, in denen er 6 Tore erzielte und 28 weitere vorbereitete.

## Erfolge und Auszeichnungen
- 1993 Lettischer Meister mit HK Pardaugava Riga
- 2007 Aufstieg in die Elitserien mit dem Södertälje SK
- 2008 Dänischer Vizemeister mit den Frederikshavn White Hawks
- 2011 Meister der Serie A2 mit dem WSV Sterzing Broncos und Aufstieg in die Serie A
- 2013 Lettischer Meister mit SMScredit.lv
- 2015 Lettischer Meister mit dem HK Mogo

## Karrierestatistik
(Legende zur Spielerstatistik: Sp oder GP = absolvierte Spiele; T oder G = erzielte Tore; V oder A = erzielte Assists; Pkt oder Pts = erzielte Scorerpunkte; SM oder PIM = erhaltene Strafminuten; +/− = Plus/Minus-Bilanz; PP = erzielte Überzahltore; SH = erzielte Unterzahltore; GW = erzielte Siegtore; 1 Play-downs/Relegation; Kursiv: Statistik nicht vollständig)

### Klub-Wettbewerbe
Kv Kvalserien – Qualifikationsrunde zur Elitserien

### International
Vertrat Lettland bei:
| - U20-C-Weltmeisterschaft 1994 - Qualifikationsturnier zu den Olympischen Winterspielen 2002 - Weltmeisterschaft 2001 - Olympischen Winterspielen 2002 - Weltmeisterschaft 2002 - Weltmeisterschaft 2003 | - Weltmeisterschaft 2004 - Weltmeisterschaft 2005 - Weltmeisterschaft 2007 - Weltmeisterschaft 2008 - Qualifikationsturnier zu den Olympischen Winterspielen 2010 - Weltmeisterschaft 2009 |